# Ed Shaughnessy
Edwin Thomas Shaughnessy (ur. 29 stycznia 1929 w Jersey w stanie New Jersey, zm. 24 maja 2013 w Calabasas w stanie Kalifornia) – amerykański perkusista jazzowy.
Shaughnessy współpracował z takimi wykonawcami jak Jimi Hendrix, Louis Armstrong, Charlie Parker, Tony Bennett, Anita Baker, Buddy Rich, Count Basie, Benny Goodman, Stan Getz, Quincy Jones czy Ravi Shankar.